# Marisol Carnicero Bartolomé
Marisol Carnicero Bartolomé (Berlangas de Roa, Burgos, 22 d'agost de 1950) és una professional de l'àmbit del cinema i de la televisió. Va ser la primera dona a Espanya a exercir la responsabilitat de direcció de producció, amb la pel·lícula Vámonos, Bárbara el 1977. Impulsora i sòcia fundadora de l'Acadèmia de Cinema. Premi Goya a la millor direcció de producció el 1987.

## Ressenya biogràfica
Dedicada a la indústria audiovisual des de 1968, s'inicia en Televisió Espanyola de la mà de Narciso Ibáñez Serrador, ocupant posats de secretària de producció, script o ajudant de direcció, en programes com "Historias para no dormir", "Los premios Nobel", el concurs "Un, dos, tres, responda otra vez..." i la pel·lícula "La residencia".
A principis dels setanta realitza també una gira teatral per Espanya i l'Argentina amb la comèdia "El agujerito", exercint les funcions de regidora i tècnic de so, així com una llarga sèrie de programes de ràdio titulats "Historias para pensar".
El 1974, durant el període en el qual Narcís Ibáñez Serrador ocupa la direcció de programes en TVE, té al seu càrrec la direcció de la secretaria de programes.
Darrere l'altre període de col·laboracions amb TVE, en programes com 35 millones de españoles, novament amb Alfredo Amestoy i José Antonio Plaza o "El hada Rebeca", que dirigeix Miguel Picazo, va acostant-se més al cinema, treballant com a regidor, auxiliar i ajudant de aroducción, fins que aviat se situa com a directora de producció.
Com a directora de producció, realitza una sèrie de pel·lícules entre les quals es troben alguns dels més grans èxits del cinema espanyol, així com títols guardonats en diversos festivals de cinema.
Va ser directora de producció dels audiovisuals exhibits en els espectacles de l'Exposició Universal de Sevilla (EXPO 92).
El 1995 s'encarrega de la direcció de producció de l'espectacle multimèdia d'inauguració del Port Vell de Barcelona.
Dirigeix la producció de la gala “100 años de Cine Español”, organitzada per l'Acadèmia de les Art i les Ciències Cinematogràfiques d'Espanya i retransmesa per TVE, l'11 d'octubre de 1996, a Saragossa.
De nou torna a relacionar-se amb el món de la televisió com a directora de producció d'un magazín en directe: “De domingo a domingo”, produït per l'empresa Europroducciones para Telecinco, i com a ajudant de direcció en el musical en viu “7è de Cavalleria” per a Televisió Espanyola.
Ha col·laborat, també com a directora de producció i productora executiva, en nombrosos treballs publicitaris i curtmetratges, així com al service que la productora Sinhué, S.L. va dur a terme a Espanya per a la pel·lícula Moulin Rouge!, dirigida per Baz Lurhmann i protagonitzada per Ewan McGregor i Nicole Kidman.
Ha impartit cursos sobre producció audiovisual a l'Escola d'Imatge i So de La Corunya, a l'Escola de Ciències Empresarials de Badajoz, a l'Institut Europeu de l'Empresa Audiovisual, a Andalusia Digital Multimèdia, a Santillana Formació, a l'Institut d'Empresa i, durant dotze anys, ha impartit regularment aquesta disciplina a l'Escola de Cinematografia i l'Audiovisual de la Comunitat de Madrid (ECAM).
Ha col·laborat en l'elaboració de dos volums de la sèrie literària Cuadernos de La Academia, concretament els números 7/8 y 10, titulats En torno a Buñuel i Los estudios cinematográficos españoles, respectivament, així com al Diccionario del cine iberoamericano, editat per la S.G.A.E.
Impulsora i sòcia fundadora de l'Acadèmia de cinema (Acadèmia de les Arts i les Ciències Cinematogràfiques d'Espanya). Actualment és vocal de la seva Junta directiva.
Va obtenir el Premio Goya a la millor direcció de producció el 1988 i va ser nominada per al mateix guardó el 1989 i 1990.
En la seva passió per preservar la memòria, a més del volum dedicat a Buñuel que va publicar l'Acadèmia, ha recollit a Un hombre de cine: Tedy Villalba moltes de les vivències dels tècnics espanyols durant el període en què Espanya es va convertir en un plató per a les produccions estatunidenques.
En l'actualitat està bolcada, juntament amb un grup de cineastes, a aconseguir que es reconegui la necessitat d'implantar en els plans d'estudis d'ensenyament primari l'alfabetització audiovisual.

## Distincions
- Goya a la millor direcció de producció, 1987
- Nominacions a la millor direcció de producció en els Premis Goya, 1989 i 1990

## Filmografia
- 1978 - Vámonos, Bárbara, de Cecilia Bartolomé
- 1978 - La escopeta nacional, de Luis G. Berlanga
- 1980 - El crimen de Cuenca, de Pilar Miró
- 1980 - Gary Cooper, que estás en los cielos, de Pilar Miró
- 1981 - Patrimonio nacional, de Luis G. Berlanga
- 1981 - Las aventuras de Enrique y Ana, de Tito Fernández
- 1982 - Hablamos esta noche, de Pilar Miró
- 1982 - Nacional III, de Luis G. Berlanga
- 1983 - Bearn, de Jaime Chávarri
- 1984 - Las bicicletas son para el verano, de Jaime Chávarri
- 1984 - El jardín secreto, de Carlos Suárez
- 1985 - La vaquilla, de Luis G. Berlanga
- 1987 - Cara de acelga, de José Sacristán
- 1987 - Barrios altos, de José Luis G. Berlanga
- 1988 - Pasodoble, de José Luis García Sánchez
- 1989 - Esquilache, de Josefina Molina
- 1990 - Los jinetes del alba (sèrie de televisió), de Vicente Aranda
- 1993 - ¡¡Semos peligrosos!! (uséase, Makinavaja II), de Carlos Suárez
- 2000 - Besos para todos, de Jaime Chávarri
- 2004 - Horas de luz, de Manuel Matjí
- 2011 - Maktub, de Paco Arango